# FDP-Bundesparteitag 2023
Koordinaten: 52° 29′ 56,2″ N, 13° 22′ 28,3″ O

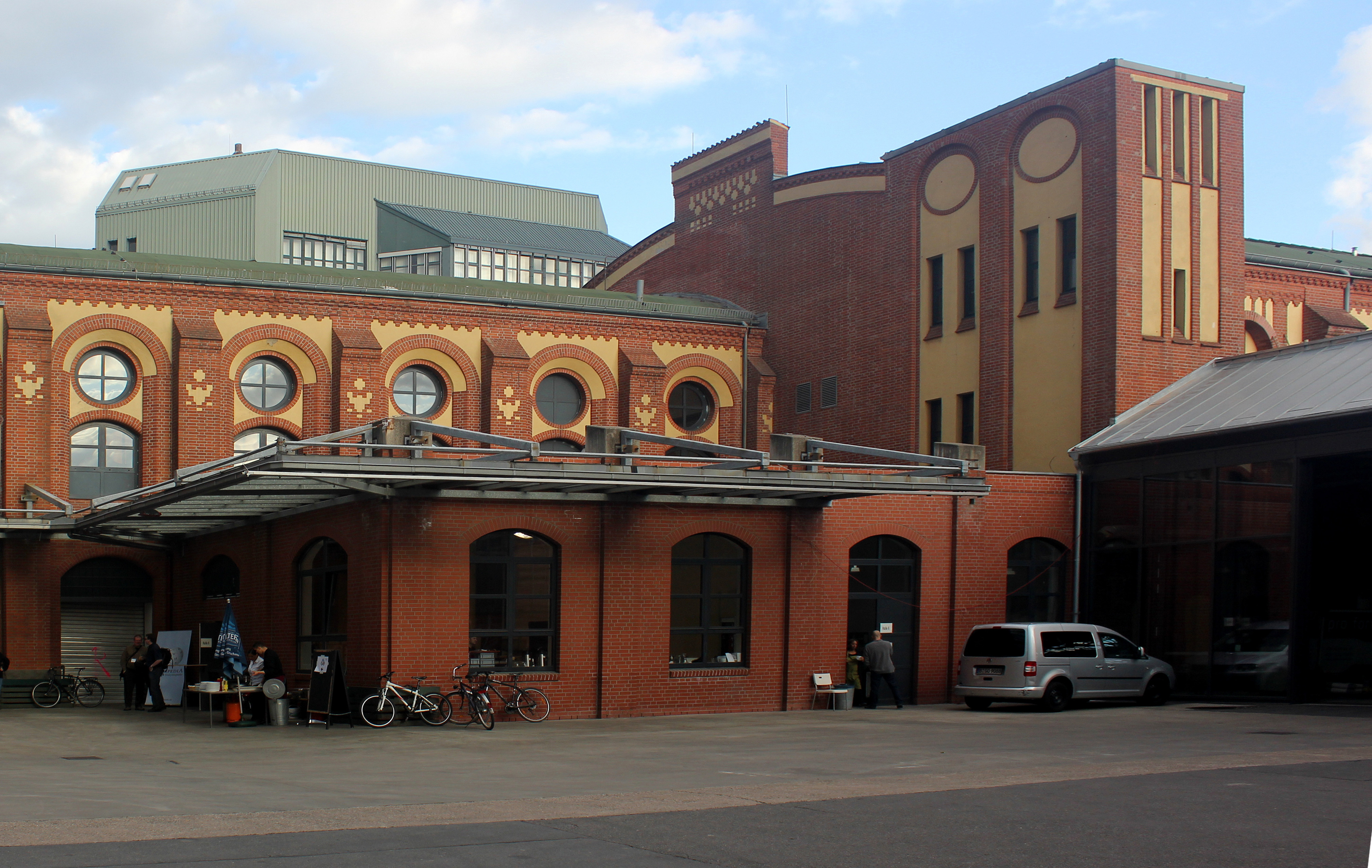
STATION Berlin

Der FDP-Bundesparteitag 2023 fand vom 21. bis 23. April 2023 in der STATION-Berlin in Berlin statt. Es war der 74. ordentliche Bundesparteitag der FDP in der Bundesrepublik Deutschland.

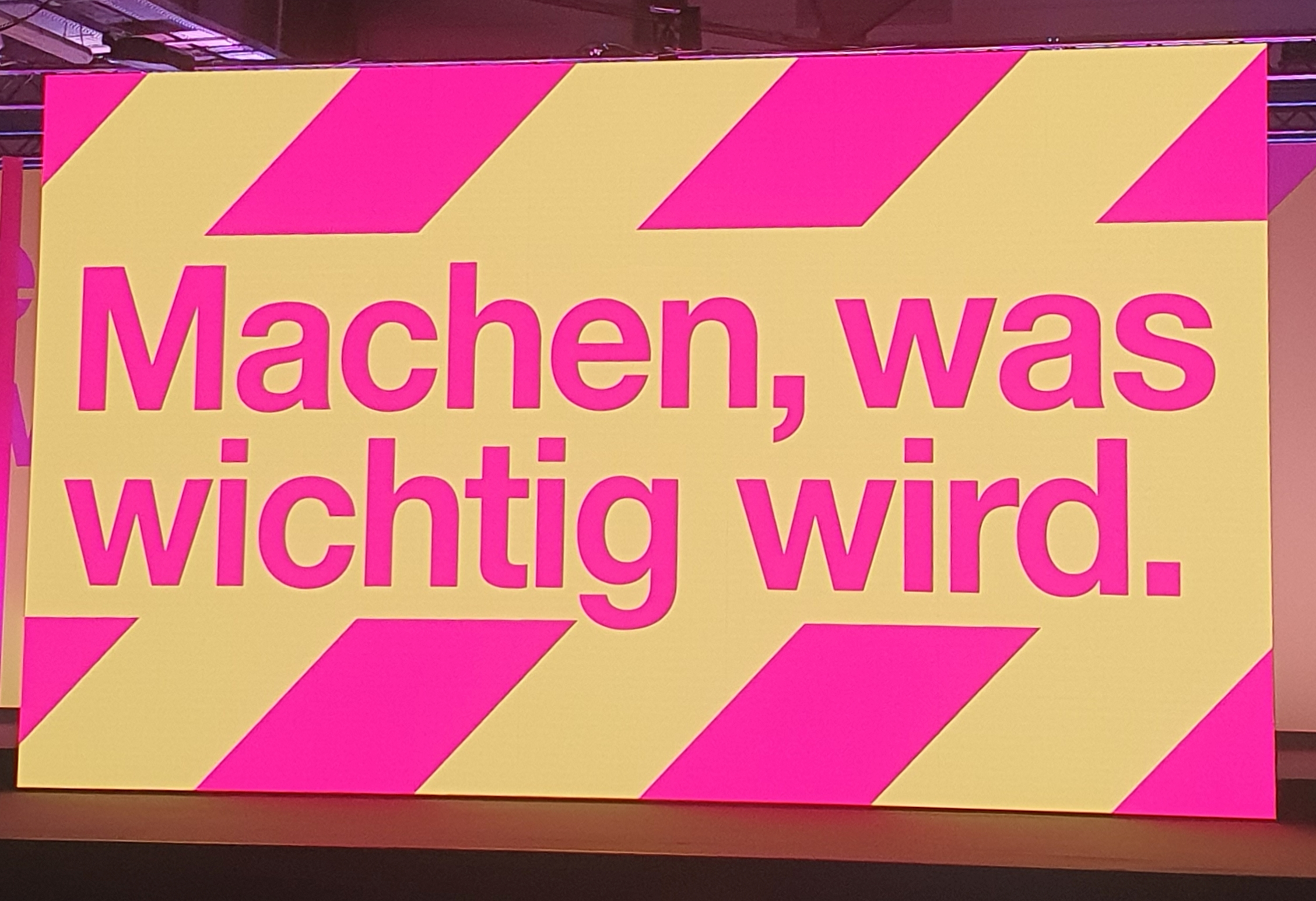
FDP Bundesparteitag unter dem Motto „Machen, was wichtig wird.“

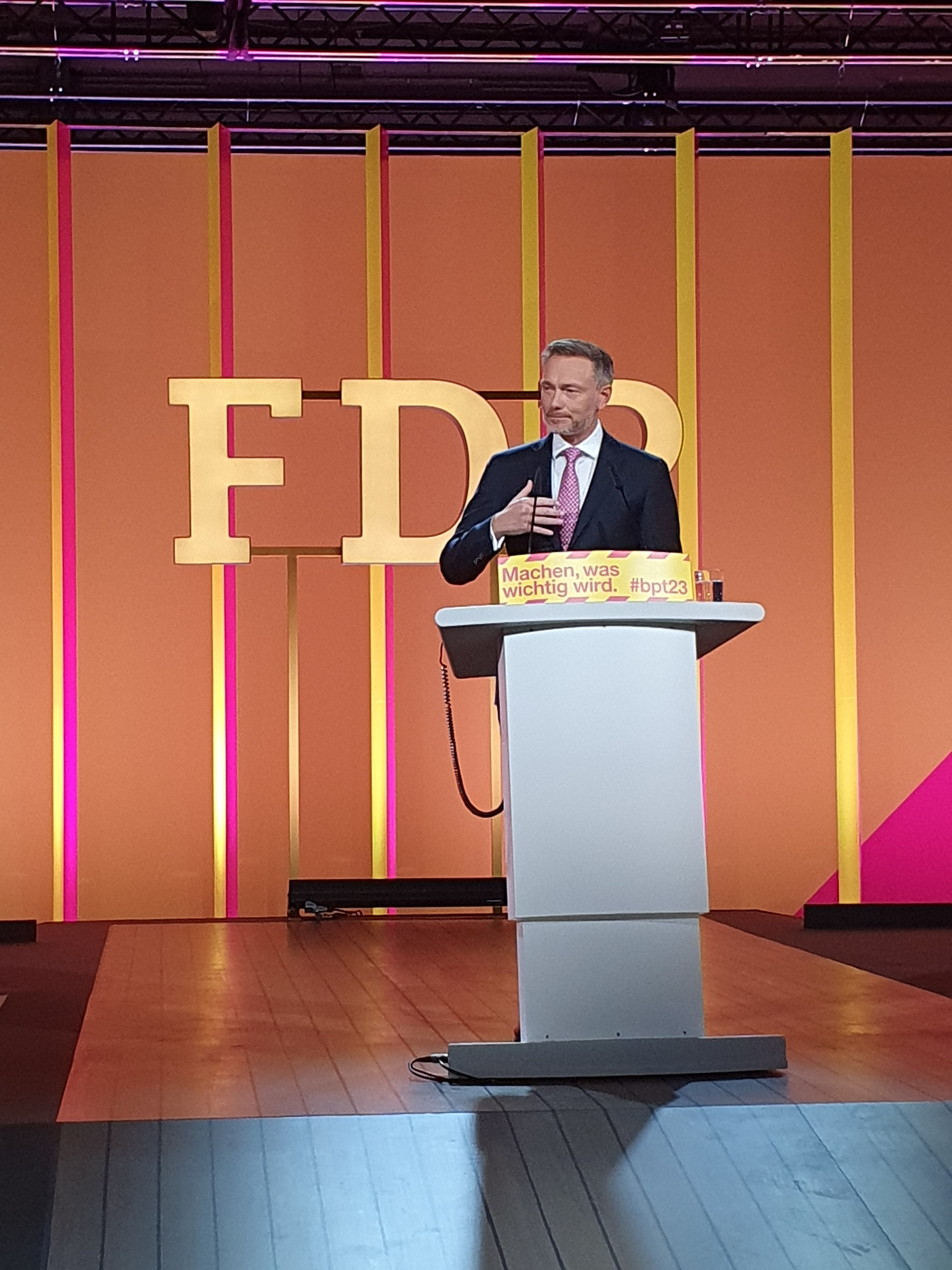
Rede Christian Lindner

## Ablauf
Der Parteitag wurde am 21. April 2023 durch die stellvertretende Bundesvorsitzende Nicola Beer eröffnet. Es folgten unter anderem die Rechenschaftsberichte der Mitglieder des Bundesvorstands und die Entlastung desselben.
Bei den Wahlen zum Bundesvorstand wurden der Bundesvorsitzende Christian Lindner sowie die Stellvertreter Wolfgang Kubicki und Johannes Vogel mit deutlicher Mehrheit wiedergewählt.
Die Delegierten fassten verschiedene Beschlüsse, unter anderem stimmten sie dem Leitantrag des Bundesvorstands „Ja zu mehr Wohlstand – Nutzen wir die Energie der Krisenbewältigung für ein ambitioniertes Innovations- und Wachstumsprogramm“ und einem Antrag gegen die von der Bundesregierung geplanten Änderungen im Gebäudeenergiegesetz zu.
Zuletzt wurden die Delegierten für den  ALDE-Kongress gewählt.

## Wahlen
Dem Bundesvorstand gehören nach der Neuwahl 2023 an:
| Position                                 | Name |
| ---------------------------------------- | --- |
| Vorsitzender                             | Christian Lindner |
| Stellvertretender Vorsitzender           | Wolfgang Kubicki |
| Stellvertretende Vorsitzende             | Bettina Stark-Watzinger |
| Stellvertretender Vorsitzender           | Johannes Vogel |
| Schatzmeister                            | Michael Georg Link |
| Beisitzer im Präsidium                   | Michael Theurer |
| Beisitzer im Präsidium                   | Lydia Maria Hüskens |
| Beisitzer im Präsidium                   | Daniela Schmitt |
| Generalsekretär                          | Bijan Djir-Sarai |
| 1. Abteilung Beisitzer im Bundesvorstand | Judith Skudelny, Katja Hessel, Daniela Kluckert, Zyon Braun, Thore Schäck, Michael Kruse, Wiebke Knell, René Domke, Anja Schulz, Henning Höne, Carina Konrad, Oliver Luksic, Torsten Herbst, Marcus Faber, Christopher Vogt, Gerald Ullrich                                                        |
| 2. Abteilung Beisitzer im Bundesvorstand | Marie-Agnes Strack-Zimmermann, Linda Teuteberg, Otto Fricke, Konstantin Kuhle, Lukas Köhler, Martin Hagen, Franziska Brandmann, Renata Alt, Florian Toncar, Nicole Westig, Sebastian Czaja, Ria Schröder, Gyde Jensen, Pascal Kober, Maren Jasper-Winter, René Rock, Stephan Thomae, Sandra Weeser |